# LIM-49A Spartan
Pour les articles homonymes, voir Spartan.
Le LIM-49A Spartan était un missile antibalistique de l’armée de Terre  des États-Unis.

## Caractéristiques
C’était un missile sol-air de trois étages à carburant solide emportant une ogive thermonucléaire pour intercepter des vecteurs à haute altitude. Il a été construit à 72 exemplaires ainsi que 45 ogives W71.
Le missile était lancé à partir d'un silo souterrain, et commandé par radioguidage. L'ogive a été conçue pour détruire les armes nucléaires par des flux de neutrons plutôt que par explosion.
Ce mécanisme tueur a été, cependant, l'une des principales causes contribuant à l'élimination des ogives nucléaires des missiles antiaériens et antimissiles balistiques - une explosion nucléaire à haute altitude produit une forte impulsion électromagnétique (EMP) qui a pour effet de détruire les dispositifs électroniques non durcis (c'est-à-dire non blindés), en particulier les composants de base tels que les transistors et les circuits intégrés.
Plus l’intégration des circuits est élevée, plus les dommages causés par les courants induits par l'EMP sont importants, endommageant ordinateurs, réseaux de données et de communication, centrales électriques et relais de distribution, systèmes de contrôle aérien etc.
Le missile Spartan a été en service opérationnel pendant seulement quelques mois, d’octobre 1975 à début 1976 dans le Stanley R. Mickelsen Safeguard Complex. La combinaison de son coût élevé et le traité SALT 1 a fait de ce missile une mauvaise affaire.
Depuis les années 2000, d'autres missiles dans le cadre de la Missile Defense ont pris la relève.

## Photos

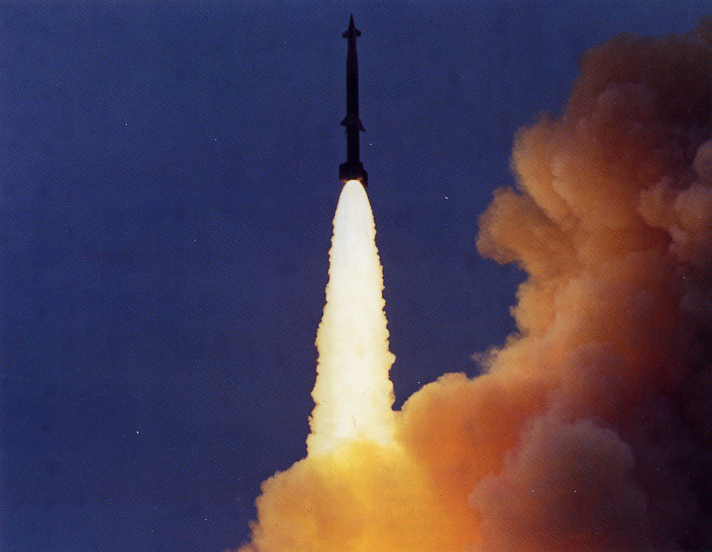
Lancement du Spartan LIM-49A
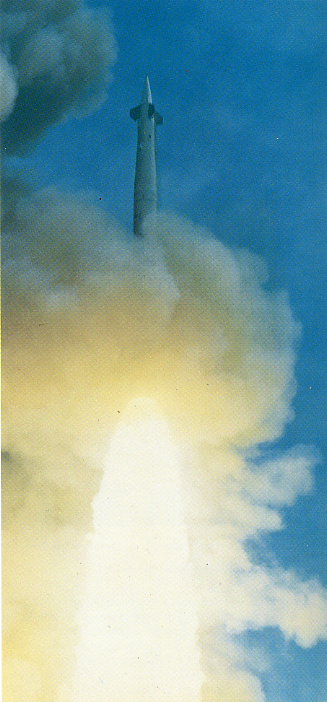
Autre lancement
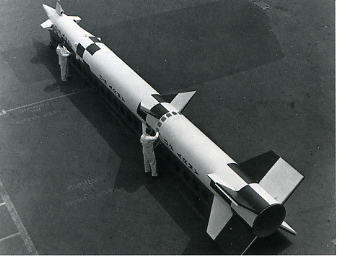
Missile Spartan LIM-49A
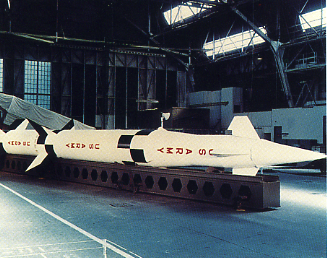
Missile Spartan LIM-49A